# 어디로든 문

어디로든 문의 모습이다.

어디로든 문(일본어: どこでもドア 도코데모도아[*])은 후지코 F. 후지오의 만화 《도라에몽》에 등장하는 비밀도구이다. 4차원 세계 안에서는 사용할 수 없다. 이 작품에서 많이 사용되는 도구 중 하나이다.

## 개요
방문 모양의 도구이며 가고 싶은 곳을 말하거나 생각하고 문을 열기만 하면 원하는 곳에 갈 수 있다. 색은 분홍색이다.
문 손잡이에 생각을 읽는 센서가 내장되어 있어 "평소의 공터"라고 말하면 진구네 집 근처의 공터가 된다든지, "어디라도 좋으니까 멀리"라고 말하면 적당히 먼 장소가 되는 등 추상적인 장소에도 사용이 가능하다. 또한 노진구가 이슬이네 집에 가려고 하면 노진구의 마음이 읽혀 행선지가 이슬이네 집의 욕실이 되기도 한다.

### 기능
문에 내장되어 있는 우주 지도의 범위 내에서, 또한 10 광년보다 더 먼 곳으로는 이동할 수 없다는 제한이 있다. 10 광년보다 더 먼 곳을 목적지로 지정하고 문을 열면 그냥 일반 문처럼 된다. 그러나 어디로든 문을 이용해서 우주의 끝까지 간 적도 있다(어떻게 그러한 일이 가능했는지는 알 수 없다).
이 지도는 어디까지나 현대의 것으로 대륙의 배치 등이 크게 다른 시대에서는 기본적으로 사용할 수 없다. 또한 현재 위치를 모르는 경우에도 사용할 수 없다. 그러나 학습 기능이 있어 이동하면서 지형 데이터를 기억시킬 수도 있다. 또한 우주 지도의 묘사는 대장편에만 해당되며 영화에는 해당되지 않는다.